# エスプーマ

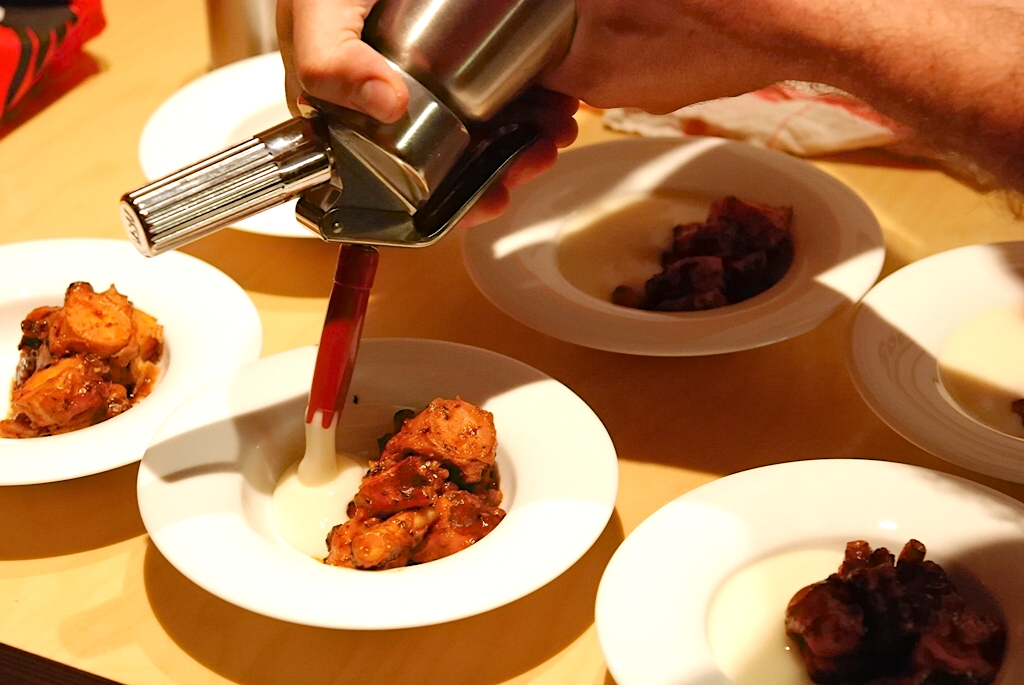
使用例

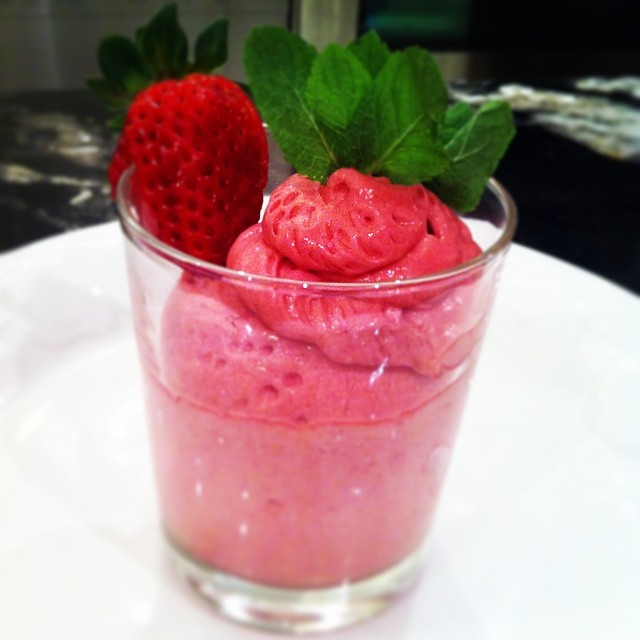
料理例

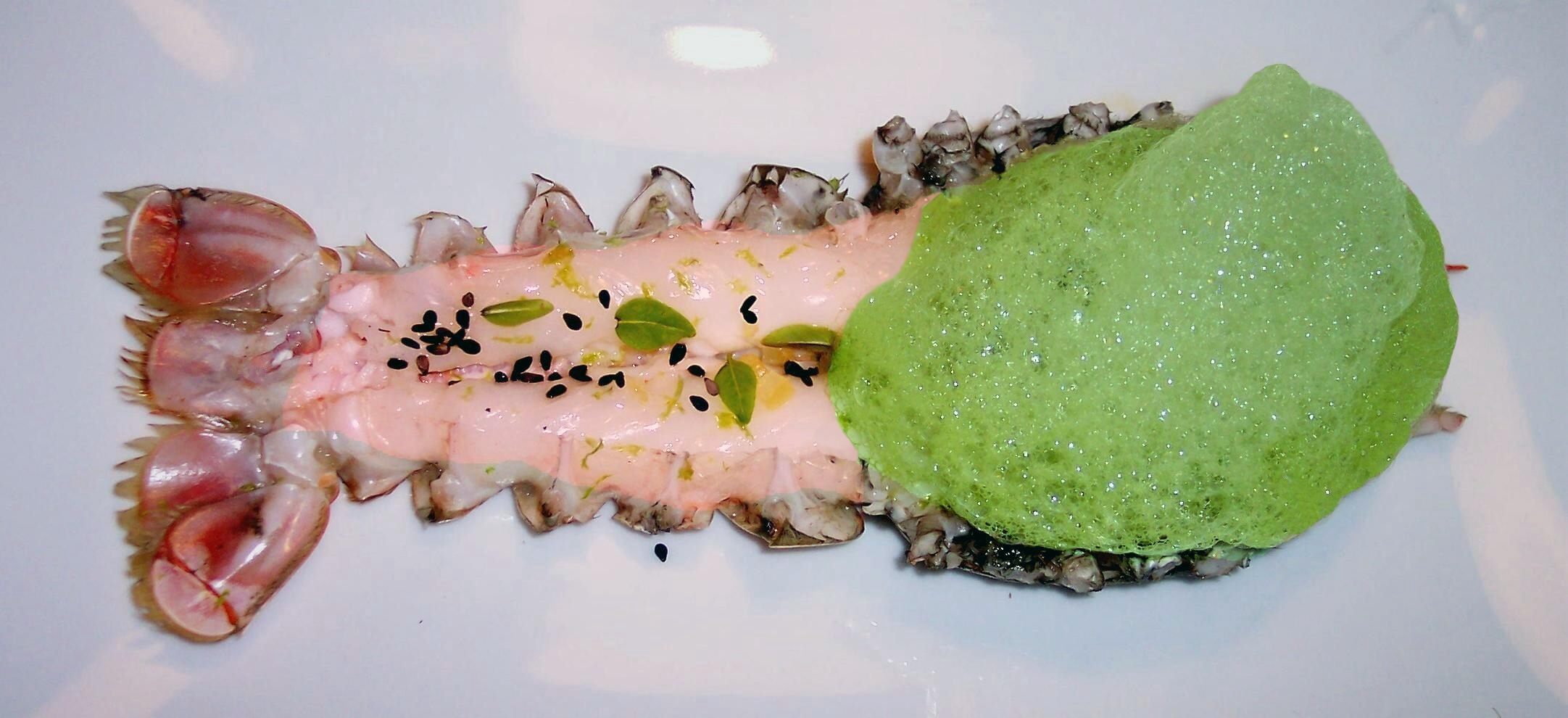
緑茶のエスプーマを添えたセミエビ。エル・ブジ、2005年の料理作品。

エスプーマ（スペイン語: ESPUMA）は、スペイン・カタルーニャの料理店「エル・ブジ」の料理長フェラン・アドリアによって開発された料理。またはその調理法、調理器具のことを言う。
亜酸化窒素を使い、あらゆる食材をムースのような泡状にすることができる画期的な調理法として、注目を浴びている。
なお"espuma"とはスペイン語で「泡」を意味する。
専用の器具に材料を入れ密封し、亜酸化窒素ガスのボンベでガスを封入し、器具全体を振る。
ノズルを操作すると、食材が泡状になって出てくる。
なお、日本では亜酸化窒素ではなく、二酸化炭素で代用するのが一般的であるが、生クリームなどでの使用においては二酸化炭素独特の食感と酸味が加味されるため代用は難しい。（亜酸化窒素は日本においては2006年4月に食品添加物として認められたが、吸入による陶酔性を求めた事案が多く発生したため、2016年2月18日に医薬品医療機器法に基づき指定薬物に指定され、医療などの目的以外に亜酸化窒素を製造・販売・所持・使用などが禁止されている。このためエスプーマでの亜酸化窒素の使用は強く規制されている）。
日本においては、「エル・ブジ」で働いていた日本人シェフ山田チカラが、様々なエスプーマ料理を考案し、各メディアに紹介し広く認知されるようになった。

## 事故
フランスの著名フィットネス・ブロガーであるレベッカ・ビュルジェールが使用した際に爆発し、部品が胸に当たり心臓停止で死亡した。フランスの消費者団体はこれまでも、缶の接続部品に不具合があると、外れて高速で飛び出す危険があると長年警告してきた。仏消費者雑誌「60ミリオン」によると、歯が折れたり、耳鳴りが起きた事例が報告されているほか、多発性骨折や失明した例もある。2015年以降の製品は改善されているとされている。2014年にもフランスで同様の事故が2件あったが、いずれも大事には至らなかった。フランス国立消費者協会は、同型の泡だて器について注意を促すアナウンスを行い、二酸化炭素を使った泡だて器であれば同じ事故が起きる可能性は低いとした。